# Scoparia niphospora
Scoparia niphospora là một loài bướm đêm trong họ Crambidae.